# Ковшово (Тверская область)
Ковшо́во — деревня в Зубцовском районе Тверской области. Входит в состав Вазузского сельского поселения.
Расположена в 18 километрах к югу от районного центра Зубцов, в 2 км к северу от деревни Карамзино.
По переписи 2002 года населения нет.
Во второй половине XIX — начале XX века деревня относилась к Березуйскому приходу Игнатовской волости Зубцовского уезда Тверской губернии. В 1888 году 9 дворов, 55 жителей (8 семей).
Рядом была деревня Гребёнкино — родина Героя Советского Союза Георгия Николаевича Докучаева.